# Egil Nicklin
Karl Egil Hugo Nicklin, född 19 juli 1906 i Ekenäs, död 27 juni 1991 i Helsingfors, var en finländsk arkitekt. 
Efter arkitektexamen 1937 var Nicklin anställd vid försvarsministeriets tekniska avdelnings byggnadsbyrå 1937–1938, och vid Strömberg Ab 1940–1947, avdelningschef vid Finlands Arkitektförbunds standardiseringsinstitut 1947–1949 och verkställande direktör där 1950–1971. Han var även vice ordförande för Finlands standardiseringsförbund 1950–1970. 
Nicklin hade stor betydelse för standardiseringsverksamheten i Finland. Han verkade för ett nordiskt samarbete inom bygg- och standardiseringsbranschen, vilket resulterade i grundandet av flera byggtjänstorganisationer i Norden, däribland Bygginformationsstiftelsen. Han var bland annat sekreterare för Nordisk byggdag 1950–1968 och redaktör för Byggnadskalendern 1952–1977. Av hans egna skrifter kan nämnas Svensk-finsk och finsk-svensk ordsamling för byggnadstekniska termer och boken En stadsdels barndom, tillkomsten av femte stadsdelen i Ekenäs (1975). Han invaldes som ledamot av Svenska tekniska vetenskapsakademien i Finland 1964 och tilldelades professors titel 1970.